# スピルリナ

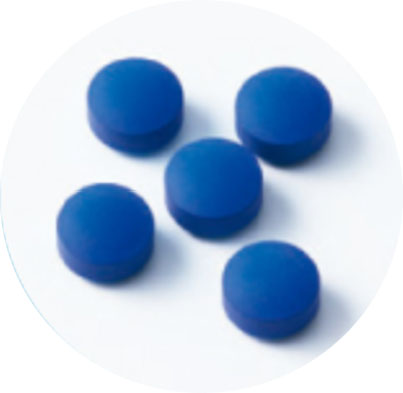
タブレット状のスピルリナ

スピルリナ(Spirulina)は、淡水・汽水域に生息する藍藻綱ユレモ目アルトロスピラ属のシアノバクテリアである。光合成能を持ち、主要アンテナ色素として、疎水性のクロロフィルやカロテノイドとは異なり、水溶性の膜結合型フィコビリソームを持つ。ゲノム解析からヘテロシスト形成に関連する遺伝子が見つかっているものの、窒素固定能は持たない。
スピルリナという名前は、ラテン語のspirula ”小さなコイル”に由来する。従来スピルリナ属Spirulinaとされていた種のうち、産業用に培養されている種はアルトロスピラ属 Arthrospiraに変更された。スピルリナという商品名が付いているものはアルトロスピラ属 Arthrospiraである。トリコームは規則正しくらせん状にねじれており、横幅より縦の長さが長く、細胞間の隔壁がはっきりしている、表面に粘膜層を持たない特徴がある。
また、製品評価技術基盤機構バイオテクノロジーセンターのゲノム全解析では、配列全体の約1割(618kb)ほどを、グループIIイントロン、IS配列、ファージ様の領域、その他の繰り返し配列で占めていることが解明され、さらに数多くの偽遺伝子が見つかったことから、ゲノム構造の変化を頻繁に起こすことで過酷な環境に適応していること、また外来DNAを分解する働きを持つ制限修飾系の遺伝子が多く見つかり、他の植物からの遺伝子移入を困難にしていることが判明した。

## 生息環境
幅 5-8μm、長さ 300-500μm ほどのらせん形であり、富栄養で無機塩濃度の高いアルカリ性の湖沼に発生し、まだ光合成色素フィコシアニンを多く含みに高地など紫外光が比較的強い地域でも酸素発生型光合成を行い増殖する。種としての固定栄養素はなく、その成分は生育条件で非常に大きく変わる。過栄養水塊でアオコの主要な要素となる。 

## 食用及び人への害
| 項目                     | 分量(g) |
| ------------------------ | ------- |
| 脂肪                     | 7.72    |
| 飽和脂肪酸               | 2.65    |
| 14:0（ミリスチン酸）     | 0.075   |
| 16:0（パルミチン酸）     | 2.496   |
| 18:0（ステアリン酸）     | 0.077   |
| 一価不飽和脂肪酸         | 0.675   |
| 16:1（パルミトレイン酸） | 0.328   |
| 18:1（オレイン酸）       | 0.347   |
| 多価不飽和脂肪酸         | 2.08    |
| 18:2（リノール酸）       | 1.254   |
| 18:3（α-リノレン酸）     |         |

栄養補助食材としての応用研究は70年代に中国で幼児のビタミンA補給補助を目的として盛んに行われ、各地に大規模な栽培田が作られたが、河川水や都市下水を利用した粗放解放培養であったため中国政府の河川水汚染による鉛・水銀、亜ヒ酸など重金属汚染の警告があり、休田あるいは廃田となった。　アメリカ食品医薬品局及び国立医薬品食品衛生研究所は、「ヒトへの安全性について十分なデータが見当たらない」としている。下痢や鼓腸、胃のむかつき、浮腫、神経細胞への炎症が起こることがある。妊娠中・授乳中の安全性については十分な情報がないため、禁忌である。スピルリナ類は細菌や有害重金属 (鉛、水銀、カドミウム、ヒ素)、および放射性の2価または3価のイオンを他の藻類より多く含むことがある。また強烈な肝毒性があるマイクロシスチンを含む例が報告されており食用に注意が必要である。 スピルリナ含有製品の健康被害として、光過敏症や細胞壁炎症を起こしたという報告が存在する。サウジアラビアの文献では金属塩含有量調査で、無機金属含有量は食品基準値を下回っており、特に問題ない食品であるとしている。

### 河川水など栽培環境の問題
スピルリナの大規模栽培においては、栽培に用いている水に含まれる富栄養の成分などが大きく影響する。生産に用いる大量の河川水に対してイオン交換樹脂などで塩類や重金属除去を行うことは規模の装置的に難しく日本における大規模な有機水銀中毒公害の一つとして知られつ水俣病も、食物連鎖による重金属の生物濃縮が原因であったことから、長期での観察が必要と考えられる。特に鉱山や鉱床下流の河川水を用いている場合においては、例えば金、銀、銅や、亜鉛鉱山では鉛、ゲルマニウム、セレンなどがともに産出されるため、下流域水系の水を栽培に用ている場合は注意が必要である。下記の中国および米国コロラド河川におけるスピルリナの高い鉛・水銀・亜ヒ酸濃度の原因も、栽培に用いている河川水に由来するものと見られている。鉛、水銀、亜鉛、亜ヒ酸は採鉱業処理水に含まれることが多く、製品に表示されている成分分析表に亜鉛だけが表記されているが、これは不自然である。

### 中国政府による大規模衛生検査と重金属汚染
中国政府は大規模な国内産スピルリナ製品の衛生検査を行い、一部の製品で鉛、水銀、セレン、ヒ素などが安全基準値の100倍含まれるものもあったと発表した。鉛については5.9mg/kg(安全基準は幼児で0.05mg/kg以下）であった。

### 偽ビタミンB12問題
フランス食品環境労働衛生安全庁から神経性障害例が報告され、厚生労働省が注意文書として警告を出した。手足抹消に針をさすようなしびれや赤血球数減少などのビタミンB12欠乏症の症状が報告されたことから、従来ビタミンB12を豊富に含む健康サプリメントとして販売されていたスピルリナをｍ－HPLC法で精密分析した結果、実際は疑似ビタミンB12であり、葉酸と競合して神経幹細胞を生成する本来のビタミンB12の作用が期待できず、結果としてビタミンB12欠乏症同様の症状を起こす事が判明した。末梢神経障害、神経細胞の新陳代謝の障害、神経炎症による運動機能の低下、交感神経系発育不全、認知症、赤血球造血能力の低下などが懸念されている。またアメリカ国立衛生研究所医師により肺細胞の発育障害・乳がんリスクの報告がある。
神経性障害は国内でも臨床例が報告されており、日本神経学会機関誌において「スピルリナ（サプリメント含有成分）の摂取後に発症した広範な皮膚症状をともなった神経炎症性筋疾患」など複数例が報告されている。

### 葉酸値
スピルリナに定量的に存在するとした文献は存在しない。微量検出の場合にはおそらく粗放培養による他の緑藻類などの混入が考えられる。
なお、確実に葉酸を含有する（定量値を持つ）藻類はワカメ、ひじきである。

### リコピン、ビタミンD、レチノール値
皮膚表皮生成に重要なリコピン、ビタミンD（骨格と歯及び表皮の発育促進などに作用）、レチノール（真皮、表皮の新陳代謝に作用）なども含まれない。

### スピルリナに対するアレルギー
スピルリナ含有サプリメントを摂取時のアレルギーが報告されており、重篤な例として、広範な皮膚症状をともなった神経炎症性筋疾患、食品アレルギー既往者における肝障害が報告されており、初めて食べる場合は注意が必要である。

## 生産
弱アルカリ性の淡水や汽水中で豊富な有機栄養（バイオマス)と日光暴露だけで容易に栽培できるため、現在は中国、モンゴル、インドや淡水さえ確保できれば砂漠地帯でも栽培できるため世界各地で生産が試みられており、中でも中国産（DIC社）が現在では世界の総販売量の 60 ％を占めている。
もともとは紫外線が強い高地の淡水域で生活から出るバイオマスを用いて生育していた。メキシコシティで生産されたスピルリナはもともと沼地を埋め立てたメキシコシティで、下水設備の不備により溢れ出た下水沼地でスピルリナが大量に発生したものである。
与えた肥料や季節により製品の成分が大きく変化するという性質を持ち、富栄養なほど収穫量が増すためインドでは牛糞、インドネシアなどでは魚の生あらなども用いられている。
日本でDIC社が大手宣伝会社ADBと組んでメキシコから商社経由で輸入した飼肥料用スピルリナ粉を国内で錠剤とし健康食品として（株）三共関係会社から販売していた。スピルリナ本を出版したり、中国 海南島で中国政府の鉛水銀亜ヒ酸分析報告の影響で廃田となっていた大規模培養池を買収整備して生産を継続した。中国政府によるスピルリナ製品の一斉安全検査で複数の市販品から幼児基準値の100倍を超える高濃度の鉛、亜砒酸などの重金属が報告されていたため、生産全量を米国子会社のEarthrise社に輸出している（現在は日本商社にも輸出）。米国カリフォルニア州の砂漠地帯カリパトリアにある郡刑務所から出るバイオマスを当て込み、隣接地でスピルリナの栽培を行っていた新事業ベンチャーのEarthrise社は、栽培水をコロラド川水系から用いていたため、クリップル・クリークなど歌や西部劇映画で有名な廃金鉱山からの水系の重金属汚染問題で休業化し、売りに出されていたものを全株式を取得して子会社としカリフォルニア産スピルリナとして販売している。同社ホームページによるとここでも生産をしており。全敷地の33エーカー（東京ドーム3個分）の循環式培養池を稼働させている。同社ホームページによると収穫量は、カリフォルニア産が年約50トン、また中国貿易統計によると海南島から輸出した中国産約500トンとあわせて、生産量年600トンと記載している。どちらの生産池も屋外循環式による粗放培養法で、培養後にスクリーンフイルターを用いて、スラッジとして脱水濃縮後、加圧して穴から押し出すなどして成形し、乾燥機にかけ、機械で砕いて粉末にする。粉末状で瓶や袋詰め、また打錠会社により錠剤とし健康食品として販売している。また粉末を温水で再溶解し、凍結乾燥処理した青色粗製粉末をリナブルーとして、また抽出残渣を金魚や鯉などの色揚げ飼料添加剤として飼料会社に販売している。

## 応用
何を肥料とするか、また培養条件により収穫量と栄養組成は大きく異なり、おおむね乾燥重量のほぼ半分が窒素成分であるが、この分析値は80年前の簡易な全窒素法（燃焼法）の値であり、最近のDNA法ではないため可食性タンパク質の値ではない。最近の報告ではアミノ酸組成に都度の栽培条件により大きなばらつきがあり、同一業者の製品でも生産ロットにより成分が大きく変動するため、製品基準コントロールの必要性が訴えられている。アメリカ合衆国農務省（USDA)の栄養成分表は水溶性ビタミンA（鯉の色揚げとしての応用）など全くありえない成分も含まれていたため出典に信憑性が乏しいことを理由に、一時全データが削除された。現在では最近の報告値のみを取り上げている。農務省の表示する値は自身が分析したものでなく”マーケットの動向を把握するために実際の製品表示や文献から収集し整理したもの”と記載されているのであくまで参考とすべきである。
乾燥粉末を再溶解し凍結乾燥して得た粉末は強酸性下でも長期に安定した発色を持つ成分（フィコシアニンはタンパク質と共有結合を持つため）を多く含むとし、炭酸水のようなpH2~5程度の冷菓・乳製品・ジュース飲料・グミなどの調色剤として利用される。逆にアサクサノリのように熱に非常に弱く速やかに退色し褐色化する。また、スピルリナの経口摂取による肌の改善を謳った健康食品も市販されているが上述のようにリコピン、レチノール等の成分はないため根拠は示されていない。青色色素抽出後の滓を魚用飼料に混ぜ、キンギョ・錦鯉の色揚げを謳ったものもあるが同様にカロチノイドビタミンAなども含まれず根拠がない。硬い膜で囲まれたクロレラと比較して消化吸収性が良いとしてスーパーフードという触れ込みで販売を行っている業者もある。
またインド国立アカデミーの発表では、広範囲のグラム陽性菌とグラム陰性菌の両方に対する S. platensis の抗バイオフィルムの可能性が指摘された、この整腸作用はスピルリナ特有の性質ではなく、らん藻、緑藻類は一般にその性質を持ち、褐藻類（ヒジキ）は定量的に証明されている。
米国シアトルのベンチャー企業ルーメンバイオサイエンス社から、細菌との共培養を介したベクター送達と相同組換えによってスピルリナの安定的な遺伝子組換え技術の開発に成功したと”タンパク質治療薬の製造と経口投与のためのスピルリナの開発”記事をNature Biotechnology誌（紛らわしいが学術誌Nature BiologyやNature BioScienceとは別雑誌）に掲載した。過去には、コロナウイルスワクチン製剤の基材となるRNA鎖を大量供給可能な技術を持つとして、日本のキョーリン製薬が株主向け資料においてルーメンバイオサイエンス社との共同研究提携を結んだと発表があった。また乳幼児の栄養補給の利用は2024年からカリフォルニア大学サンディエゴ校でも学生実験が開始された。
また日本では谷岡らにより、スピルリナの偽ビタミンB12を化学的に改変し、ヒトに有効なビタミンB12合成の原料に使用できないかという検討がなされた。